# Klavdija Koženkova
Klavdija Ignatyevna Koženkova (russe : Клавдия Игнатьевна Коженкова), née le 22 mars 1949 à Zarasai (RSS de Lituanie), est une rameuse soviétique d'origine lituanienne. Elle est médaillée d'argent aux Jeux de 1976.

## Carrière
Membre de l'équipe de l'Union soviétique aux Jeux olympiques d'été de 1976, elle remporte la médaille d'argent du huit.

## Palmarès

### Jeux olympiques
- Jeux olympiques d'été de 1976 à Montréal ( Canada) :
  -  médaille d'argent en huit

### Championnats d'Europe
- Championnats d'Europe 1967 à Vichy ( France) :
  -  médaille d'or en huit